# Leucophiloscia endogea
Leucophiloscia endogea är en kräftdjursart som beskrevs av Albert Vandel1973. Leucophiloscia endogea ingår i släktet Leucophiloscia och familjen Philosciidae. Inga underarter finns listade i Catalogue of Life.